# Symmetrolestes
Symmetrolestes is een geslacht van uitgestorven kleine spalacotheriide zoogdieren uit het Vroeg-Krijt van Japan. Het geslacht bevat één soort die bekend staat als Symmetrolestes parvus, het typefossiel (i.c. het enige fossiel dat bekend is) is afkomstig uit rivierafzettingen in de dinosauriërgroeve in de Kitadani-formatie, nabij de stad Katsuyama die langs de vallei van de Sugiyamagawa-rivier ligt. Het werd beschreven door Tsubamoto en Rougier in 2004 en het holotype is deel van de collectie van het National Science Museum, Tokio, Japan.

## Beschrijving
Het type-exemplaar en holotype NSM PV 20562 bestaat uit een fragmentarische rechteronderkaak met de eerste voortand en vijf postcanine tanden. Symmetrolestes is meer afgeleid dan zhangheotheriiden omdat hij scherphoekige molariforme tanden had met volledig ontwikkelde scheeroppervlakken, hogere kronen erop en completere cinguliden. Het verschilt van andere spalacotheriiden doordat het minder molariforme tanden had, een groter aantal premolariforme tanden en een geleidelijke overgang tussen premolariformen en molariformen. De kaak is gracieus, slank en bereikt nooit meer dan 1,5 keer de hoogte van de tanden.

## Etymologie
Symmetrolestes betekent 'symmetrische jager'. Symmetro verwijst naar het symmetrische aspect van de kiezen en lestes betekent 'jager', een algemeen achtervoegsel bij de taxonomische namen van veel zoogdieren uit het Mesozoïcum gebaseerd op hun vermeende jachtgewoonten. De soortaanduiding parvus betekent klein, in verwijzing naar zijn kleine gestalte.

## Fylogenie
Uit een cladistische analyse die is gemaakt, blijkt dat Symmetrolestes een zustergroep is van andere Spalacotheriidae. De wetenschappers gingen verder met te zeggen dat de combinatie van het voorkomen van de meer basale Spalacotheriidae en Symmetrolestes, in Japan en van Zhangheotheriidae, het zustertaxon van Spalacotheriidae, in China, een mogelijkheid suggereert van de Oost-Aziatische oorsprong van de groep Spalacotheriidae.

## Paleo-ecologie
Het type-exemplaar van Symmetrolestes werd gevonden in lagen van het Barremien-Aptien in de Kitadani-formatie, die behoort tot de Tetori-groep die zich in Centraal-Japan bevindt. De formatie toont een brede fauna, voornamelijk veel soorten planten zoals cycaden en coniferen, die voornamelijk worden vertegenwoordigd door kegels en scheuten. De dierlijke fauna bestond voornamelijk uit dinosauriërs zoals de middelgrote theropode Fukuiraptor, de kleine ornithopode Fukuisaurus en de gigantische sauropode Fukuititan. Kleinere dinosauriërs en basale vogels zoals Fukuivenator en Fukuipteryx bestonden ook naast Symmetrolestes. De formatie bewaart ook fossielen van krokodilachtigen die tot de groep Eusuchia behoren, schildpadden en de overblijfselen van prehistorische weekdieren. Twee andere zoogdieren uit de Kitadaniformatie zijn nog niet beschreven. De Kitadaniformatie was waarschijnlijk geen droog milieu, maar een die meer nat was met kronkelende rivieren. In de formatie zijn ook vulkanische sedimenten gevonden in de vorm van tufsteen.